# Richard Anderson (företagsledare)
Karl Richard Anderson, född 13 april 1872 i Jungs församling i dåvarande Skaraborgs län, död 29 juli 1965 i Ljusdals församling i Gävleborgs län, var en svensk näringslivsperson.
Richard Anderson var son till kyrkvärden Anders Jonsson och Kristina Olofsdotter. Efter genomgången handelsskola var han anställd hos C.A. Pettersson i Vara 1887–1888 och fortsatte hos Fischer & Pettersson i Lidköping 1889–1892. Han emigrerade till USA där han var verksam hos Crandell & Godley Co i New York 1893–1899, men återvände till Sverige och tjänstgjorde hos Hälsinglands Juridiska Byrå i Hudiksvall 1900 och hos Carl Alfred Ohlson i Söderhamn 1901–1902.
Som disponent och verkställande direktör var han verksam vid Söderhamns Snus & Tobaksfabrik 1903–1911, fortsatte som kamrer vid Söderhamns Folkbank 1912–1913, var inköpschef hos Förenade Tobaksfabriker i Stockholm 1914–1915 och var kamrer där under avvecklingen 1916–1924. Han var kassör hos Penninglotteriet 1919–1926, drev egen partiaffär i Hudiksvall 1927, blev delägare i Handels AB Aug. F. Ohlson i Söderhamn och chef för dess Hudiksvallskontor 1928–1939 samt kontorschef hos AB Hakon Swenson i Hudiksvall från 1939. Han ägde fastigheten Södra Kyrkesplanaden 12 och var hälftenägare till Nygatan 5 Hudiksvall. Hudiksvalls magistrat och Gävle stads handelskammare utsåg honom till besiktningsman.
Han var först gift med Emma Karolina Andersson (1887–1918) och fick döttrarna Aina Kristina Ahreson (1908–1986) och Gunhild Marianne Bergstrand (1915–2010). Efter att han blivit änkling gifte han 1921 om sig med Lilly Foogde (1893–1961), dotter till banmästaren Erik Gustav Fogde och Augusta Vilhelmina Bohl. De fick tvillingsönerna Bo Richardson (1923–2003) (far till skådespelaren Marie Richardson) och Håkon Richard Richardson (1923–1999).